# I. e. 251
Évszázadok: i. e. 4. század – i. e. 3. század – i. e. 2. század
Évtizedek: i. e. 300-as évek – i. e. 290-es évek – i. e. 280-as évek – i. e. 270-es évek – i. e. 260-as évek – i. e. 250-es évek – i. e. 240-es évek – i. e. 230-as évek – i. e. 220-as évek – i. e. 210-es évek – i. e. 200-as évek
Évek: i. e. 256 – i. e. 255 – i. e. 254 – i. e. 253 –  i. e. 252 – i. e. 251 – i. e. 250 – i. e. 249 – i. e. 248 – i. e. 247 – i. e. 246

## Események

### Görögország
- Sziküón türannoszát, Paszeaszt Nikoklész nevű vetélytársa (II. Antigonosz makedón király jóváhagyásával) meggyilkolja és elfoglalja a helyét. Négy hónap alatt 80 polgárt küld száműzetésbe. Egy éjszaka a város korábbi urának száműzött fia, Aratosz híveivel együtt megtámadja a fellegvárat és felgyújtja a palotát. Nikoklész egy alagúton át elmenekül.
- Aratosz visszahívja a száműzötteket, majd attól való félelmében, hogy Antigonosz megtámadja a várost, csatlakozik a peloponnészoszi városállamok ligájához, az Akháj Szövetséghez. Antigonosz megpróbálja lefizetni Aratoszt, aki azonban a pénzt szétosztja a város polgárai között.
- Megdöntik Megalopolisz türannoszának, Arisztodémosznak hatalmát, őt magát pedig megölik. Spárta megtámadja a várost, de az Akháj Szövetség és az arcadiaiak segítségével visszaverik őket.

### Itália
- Rómában Lucius Caecilius Metellust és Caius Furius Pacilust választják consulnak.
- A Hasdrubal vezette pun hadsereg a szicíliai Panormus mellett megtámadja Metellus consult (a másik consul is Szicíliában tartózkodott egy ideig, de aztán visszaindult Rómába) de katasztrofális vereséget szenved.

## Fordítás
- Ez a szócikk részben vagy egészben  a(z)   251 v. Chr. című német Wikipédia-szócikk ezen változatának fordításán alapul.  Az eredeti cikk szerkesztőit annak laptörténete sorolja fel. Ez a jelzés csupán a megfogalmazás eredetét és a szerzői jogokat jelzi, nem szolgál a cikkben szereplő információk forrásmegjelöléseként.